# Nelson Fuentes
Nelson Eduardo Fuentes Menjívar (San Salvador, 29 de septiembre de 1978) es un economista e investigador salvadoreño. Fue ministro de Hacienda de El Salvador entre 2018 y 2020.

## Biografía
Nelson Fuentes nació en San Salvador, el 29 de septiembre de 1978.
Es Licenciado en Ciencias Económicas por la Universidad Centroamericana José Simeón Cañas, Máster en Comercio Internacional por la Universidad Complutense de Madrid y graduado del Liceo Salvadoreño.
De 2001 hasta 2010, laboró en la Fundación Nacional para el Desarrollo (FUNDE), como Coordinador de Programa, Financiamiento para el Desarrollo, Coordinador de Programa, Empleo y Crecimiento del Área
Macroeconomía y Desarrollo.